# Lőrinci

Lőrinci är en mindre stad i distriktet Hatvan i provinsen Heves i norra Ungern. Lőrinci hade år 2001 totalt 6 203 invånare.